# Matyáš Novák
Matyáš Novák (* 20. června 1998, Hradec Králové) je český klavírista. Je vítězem mnoha klavírních soutěží po celém světě. Asi největší úspěch jeho kariéry je sólový koncert v Carnegie Hall v New Yorku.

## Život
Koncertuje od svých šesti let. Už v mládí o něm kritici psali, že má mimořádný hudební talent. Studuje Konzervatoř Pardubice a klavírní akademii Incontri col Maestro v italské Imole. Média zaujal už v roce 2016, když podnikl turné do Číny. V dubnu 2018 zvítězil v soutěži Bradshaw & Buono International. Díky tomu měl sólový koncert v hlavním sále Carnegie Hall v New Yorku. V září 2018 skončil na druhém místě v klavírní soutěži The International Edvard Grieg Piano Competition v Bergenu za účasti klavíristů z celého světa.